# Stark Naked and Absolutely Live
Stark Naked and Absolutely Live (2000) és el primer àlbum oficial en directe del grup alemany Alphaville. Durant la compilació de Dreamscapes (1999) es va fer un CD complet amb material en directe, aquests tracks es van agrupar de diferents concerts, en concret els temes de Stark Naked and Absolutely Live es van enregistrar especialment per a l'àlbum. El tema final Apollo és seguit per un track amagat en versió acústica del tema "Dance with Me".

## Llista de temes
1. "Sounds Like a Melody" – 6:50
2. "Guardian Angel" – 4:30
3. "Cosmopolitician" – 5:56
4. "A Victory of Love" – 5:02
5. "Monkey in the Moon" – 4:44
6. "New Horizons" – 5:48
7. "Wishful Thinking" – 5:20
8. "Jerusalem" – 4:04
9. "Flame" – 4:06
10. "Big in Japan" – 6:05
11. "Forever young" – 5:43
12. "Apollo" – 14:50

## Crèdits
- Veu: Marian Gold
- Teclats: Martin Lister
- Guitarres: Rob Harris
- Percussions: Shane Meehan
- Cors: Martin Lister, Rob Harris i the crowds